# Зауичье
Зауичье — деревня в Камешковском районе Владимирской области России, входит в состав Сергеихинского муниципального образования.

## География
Деревня расположена на берегу речки Уечка в 8 км на юго-запад от центра поселения деревни Сергеиха и в 21 км на запад от райцентра города Камешково.

## История
В конце XIX — начале XX века Зауичье — крупная деревня в составе Быковской волости Суздальского уезда.
С 1929 года деревня входила в состав Кругловского сельсовета Владимирского района, с 1940 года — в составе Камешковского района, с 1965 года — в составе Коверинского сельсовета, с 2005 года — в составе Сергеихинского муниципального образования.

## Население
| 1859 | 1897 | 1926 |
| ---- | ---- | ---- |
| 540  | 754  | 792  |

| 1859 | 1897 | 1905 | 1926 | 2002 | 2010 | 2021 |
| ---- | ---- | ---- | ---- | ---- | ---- | ---- |
| 540  | ↗754 | ↗858 | ↘792 | ↘25  | ↘7   | ↗55  |